# Chronologie du bassin minier du Nord-Pas-de-Calais au XXe siècle
La chronologie du bassin minier du Nord-Pas-de-Calais au XXe siècle est marquée par la Première Guerre mondiale, la reconstruction, Seconde Guerre mondiale, la Nationalisation, le Statut du mineur, le plan Jeanneney, le plan Bettencourt, puis par l'arrêt complet de l'extraction en 1990, avec une destruction quasi systématique des outils de production.

## Années 1900

### 1900
- Le fonçage des puits nos 1 et 2 de la fosse Arenberg par la Compagnie des mines d'Anzin débute à Wallers[A 1].

### 1901
- 6 juillet : le fonçage du puits no 1 de la fosse Ledoux par la Compagnie des mines d'Anzin débute à Condé-sur-l'Escaut[A 2].
- 1er novembre : la fosse Glaneuse n° 1 ouverte par Ludovic Breton dans le Boulonnais est mise en chômage, après avoir fourni vingt-trois mille tonnes de charbon[O 1].

### 1902
- 2 juin : le fonçage du puits no 2 de la fosse Ledoux par la Compagnie des mines d'Anzin débute[A 2].

### 1903
- La fosse Arenberg de la Compagnie des mines d'Anzin commence à extraire[A 1].

### 1906
- 10 mars : 1 099 mineurs périssent lors de la Catastrophe de Courrières, impliquant trois fosses de la Compagnie des mines de Courrières[A 3].
- 30 mars : treize mineurs, perdus depuis vingt jours dans les galeries, réapparaissent à la fosse no 2[A 4].
- 4 avril : le mineur Berthon réapparaît sur un carreau de fosse[A 4].

### 1907
- 16 septembre : le fonçage du puits no 2 de la fosse Agache par la Compagnie des mines d'Anzin débute à Fenain, le premier puits est commencé le 10 octobre[A 5].

## Années 1910

### 1910
- 12 juillet : le fonçage du puits no 2 de la fosse Sabatier par la Compagnie des mines d'Anzin débute à Raismes, le premier puits est commencé le 15 juillet[A 5].

### 1913
- Les fosses Agache et Sabatier de la Compagnie des mines d'Anzin commencent à extraire[A 5].
- 1er janvier : le fonçage du puits no 21 de la fosse no 21 - 22 par la Compagnie des mines de Courrières débute à Harnes[A 6].
- Les deux tiers de la production nationale de charbon sont assurés par le bassin minier du Nord-Pas-de-Calais[TB 1].

## Années 1920

### 1924
- 9 décembre : le château de l'Hermitage à Condé-sur-l'Escaut, y compris les communs et les deux pavillons d'entrée, est classé aux monuments historiques[Z 1].

### 1927
- Le fonçage des deux puits de la fosse Heurteau par la Compagnie des mines d'Anzin débute à Hornaing, il s'agit de la dernière fosse ouverte par la compagnie[A 7].

### 1928
- 22 août : le fonçage du puits de la fosse no 23 par la Compagnie des mines de Courrières débute à Noyelles-sous-Lens[A 6].
- 10 novembre : Le mur d'enceinte du château de l'Hermitage avec le fossé, le jardin et le parc ainsi que les huit grilles en fer forgé du XVIIIe siècle qui en ferment l'accès, sont classés aux monuments historiques. Le château et ses dépendances l'ont été le 9 décembre 1924[Z 1].

## Années 1930

### 1930
- Trente-cinq millions de tonnes de charbon sont produites dans le bassin minier du Nord-Pas-de-Calais[TC 1].

### 1931
- 4 octobre : le fonçage du puits no 24 de la fosse no 24 - 25 par la Compagnie des mines de Courrières débute à Estevelles[A 8].

### 1935
- 16 février : la fosse Bleuse Borne de la Compagnie des mines d'Anzin à Anzin cesse définitivement d'extraire, mais est conservée pour l'aérage[A 9].

## Années 1940

### 1940
- 18 mai : la fosse Dutemple de la Compagnie des mines d'Anzin à Valenciennes cesse définitivement d'extraire, mais est conservée pour l'aérage[A 10].

### 1941
- 27 mai au 10 juin : les mineurs réalisent une grande grève contre l'occupant allemand[TC 1].

### 1946
- Les compagnies du bassin minier sont nationalisées[TC 2].

### 1948
- 19 avril : un coup de poussière se produit au puits no 11 assurant l'entrée d'air à la fosse n° 4 - 11 des mines de Courrières à Sallaumines du Groupe d'Hénin-Liétard, tue seize personnes dont deux femmes et blesse quarante autres personnes[R 1].
- 10 septembre : une explosion due à un incendie dans la veine Léonard de la fosse no 7 - 7 bis des mines de Liévin du Groupe de Lens à Avion cause la mort de sept mineurs et en blesse grièvement un autre[R 1].

## Années 1950

### 1954
- 20 juin : un coup de grisou survient à la fosse no 1 - 1 bis des mines de La Clarence du Groupe d'Auchel à Divion, cause la mort de dix mineurs et en blesse dix autres[R 1].

### 1956
- Des recrutements sont organisés au Maroc dans le but d'embaucher des mineurs[TC 3].

### 1957
- 13 mars : un éboulement dans la recette du puits no 6 bis de la fosse no 6 - 6 bis - 6 ter des mines de Bruay du Groupe de Bruay à Haillicourt cause la mort de deux mineurs[R 1].
- 16 mars : un coup de grisou survient à la fosse no 3 - 3 bis des mines de Lens à Liévin et cause la mort de dix mineurs. L'enterrement a lieu le 19 mars[R 1].

### 1958
- 11 février : la rupture d'un arbre de treuil au bure 510 de la fosse no 4 - 5 des mines de Drocourt à Méricourt cause la chute d'une cage de transport de personnel et la mort des onze mineurs qui s'y trouvaient[R 1].

### 1959
- 25 septembre : le général Charles de Gaulle descend au fond de la fosse no 6 - 6 bis - 6 ter des mines de Bruay à Haillicourt, et y prononce un discours favorable à l'exploitation du charbon[TC 4].

## Années 1960

### 1961
- La fosse no 10 du Groupe d'Oignies à Dourges est mise en service, il s'agit de la dernière fosse ouverte à l'extraction dans le bassin minier[TC 1].

### 1962
- 21 juin : un éboulement dans la veine Élisa de la fosse no 13 des mines de Lens du Groupe de Lens-Liévin cause la mort de six mineurs[R 1].

### 1963
- Des mineurs marocains arrivent massivement en France à la suite de la signature d'une convention franco-marocaine[TC 3].
- Mars : les mineurs se mettent en grève durant trente-cinq jours dans le but de sauver leur profession, mais également d'obtenir des augmentations de salaires[TC 5].

### 1964
- 17 juin : une barrière de sécurité rompt dans une cage du puits no 5 ter de la fosse no 5 - 5 bis - 5 ter des mines de Marles du Groupe d'Auchel-Bruay et cause la mort de cinq mineurs[R 1].

### 1965
- 1er février : une explosion due au grisou se produit dans la veine Marthe de la fosse no 7 - 7 bis des mines de Liévin du Groupe de Lens-Liévin à Avion et tue vingt-et-un mineurs[R 1].

### 1967
- Le programme de reconversion du bassin minier lancé par les HBNPC et Charbonnages de France débute, il est centré sur les grandes industries, comme la construction automobile[TC 6].

### 1968
- André Bettencourt prévoit dans le cadre de son plan Bettencourt une réduction de la production de vingt à dix millions de tonnes en 1975[TC 5], et l'arrêt complet de l'extraction dans le bassin minier du Nord-Pas-de-Calais[TC 1].

### 1969
- 24 mars : une cage de bure chute dans le puits de la fosse no 10 des mines de l'Escarpelle du Groupe de Douai à Leforest et tue cinq mineurs[R 1].

## Années 1970

### 1970
- 4 février : un coup de grisou survient dans un traçage de la fosse no 6 - 14 des mines de Courrières du Groupe Centre à Fouquières-lez-Lens, tue seize mineurs et en blesse douze autres[R 1].

### 1971
- 14 avril : quatre mineurs périssent lors d'un accident en raval du puits de la fosse no 4 des mines de Lens à Lens[R 1].
- 28 novembre : quatre mineurs périssent lors d'un éboulement dans un dressant de la fosse Barrois des mines d'Aniche du Groupe de Douai à Pecquencourt[R 1].

### 1974
- 27 décembre : quarante-deux mineurs périssent dans la fosse no 3 - 3 bis des mines de Lens à Liévin à la suite d'un coup de grisou. Il s'agit de la dernière catastrophe à avoir lieu dans le bassin minier[TC 1],[R 1].
- 31 décembre : les victimes du coup de grisou du 27 décembre sont enterrées. Une cérémonie a lieu avec notamment le premier ministre Jacques Chirac[R 1].

### 1975
- 24 septembre : les façades et les toitures du prieuré Beaurepaire de Somain ainsi que le portail d'entrée sont inscrits aux monuments historiques[Z 2].

## Années 1980

### 1980
- À la suite d'une grève, les mineurs marocains obtiennent tous les avantages prévus dans le Statut du mineur[TC 3].

### 1982
- 24 décembre : les façades et les toitures du château des Douaniers à Fresnes-sur-Escaut, ainsi que le salon et la grande chambre au rez-de-chaussée avec leur décor, sont inscrits aux monuments historiques[Z 3].

### 1983
- 1983 était l'année prévu quinze ans plus tôt par le plan Bettencourt pour arrêter définitivement la production[TC 1].
- François Mitterrand, président de la république, annonce l'arrêt définitif de l'extraction dans la région[TC 6].

### 1984
- Les HBNPC emploient 21 000 personnes[TC 6].
- Le Centre historique minier de Lewarde est ouvert au grand public sur le carreau de la fosse Delloye[TC 1].
- 8 octobre : le chevalement en briques du puits Nord de la fosse du Sarteau des mines d'Anzin à Fresnes-sur-Escaut ainsi que les aménagements militaires datant de la Seconde Guerre mondiale sont inscrits aux monuments historiques. Cet arrêté d'inscriptions est annulé par l'arrêté du 9 mars 1999 qui classe ces mêmes installations[Z 4].
- 28 décembre : la gare de Lens est inscrite aux monuments historiques[Z 5].

### 1986
- 10 juin : les restes de l'église, les façades et les toitures du bâtiment de la porterie, des bâtiments adjacents à l'église, de la maison du jardinier, des bâtiments situés en équerre au nord-ouest, les anciens murs de clôture avec la tourelle sud, le sol compris à l'intérieur de l'enceinte et les boiseries subsistantes de l'ancienne chartreuse des Dames à Gosnay, reconvertie en cité minière par la Compagnie des mines de Bruay pour ses mineurs de sa fosse no 1 - 1 bis, sont inscrits aux monuments historiques[Z 6].

## Années 1990

### 1990
- 26 octobre : la « dernière gaillette » du Nord est remontée à la fosse no 9 des mines de l'Escarpelle à Roost-Warendin[TC 1].
- 21 décembre : la « dernière gaillette » du bassin minier et du Pas-de-Calais est remontée par la fosse no 9 - 9 bis des mines de Dourges à Oignies, dépendant de la fosse no 10 du Groupe d'Oignies[TC 6].

### 1992
- 6 mai : 
  - Le chevalement métallique du puits no 1 de la fosse Ledoux des mines d'Anzin à Condé-sur-l'Escaut est inscrit aux monuments historiques[Z 7].
  - Le chevalement métallique du puits no 3 de la fosse no 3 - 3 bis des mines de Lens à Liévin est inscrit aux monuments historiques[Z 8].
  - Le chevalement métallique du puits no 11 et la tour d'extraction du puits no 19 de la Compagnie de Lens à Loos-en-Gohelle sont inscrits aux monuments historiques. Cet arrêté est annulé par celui du  21 décembre 2009 qui classe ces installations avec un périmètre plus large[Z 9].
  - Le chevalement de la fosse no 2 des mines de Marles à Marles-les-Mines avec les parties anciennes du bâtiment de la machine d'extraction est inscrit aux monuments historiques[Z 10].
  - L'ensemble de bâtiments situé à droite de l'entrée du carreau de la fosse no 9 - 9 bis des mines de Dourges à Oignies, à savoir les bâtiments administratifs (les bureaux), les bains-douches dans leur partie d'origine, les ateliers de réparation, l'ancienne chaufferie, le château d'eau, les anciens garages et magasins, et la salle de paye sont inscrits aux monuments historiques. Le reste a été classé le 10 février 1994[Z 11].
  - Le chevalement du puits no 2 de la fosse Dutemple des mines d'Anzin à Valenciennes est inscrit aux monuments historiques[Z 12].
  - Le bâtiment actuel de la machine d'extraction du puits no 1 ainsi que le sol et le sous-sol s'inscrivant dans un quadrilatère encadrant les bâtiments protégés, sont inscrits aux monuments historiques. Cet arrêté est annulé par celui du 22 février 2010 qui classe l'ensemble du carreau de fosse[Z 13].
- 2 novembre : Le puits no 2 avec son chevalement, son sous-sol et ses bâtiments : le bâtiment de recette, le bâtiment de la machine d'extraction, le bâtiment des compresseurs, les ateliers et vestiges des ventilateurs de la galerie d'aérage reliant le puits no 1 au no 2 ; le puits no 1 avec son chevalement et l'ancien bâtiment de recette ; le puits no 3 - 4 avec son chevalement, son bâtiment de recette y compris le moulinage, ainsi que les deux bâtiments symétriques des machines d'extraction), sont classés aux monuments historiques. Cet arrêté est annulé par celui du 22 février 2010 qui classe l'ensemble du carreau de fosse[Z 13].

### 1994
- 10 février : l'ensemble des bâtiments et machines liés directement à l'extraction du charbon à la fosse no 9 - 9 bis des mines de Dourges à Oignies comprenant : les deux puits avec leur chevalement et leur bâtiment de recette ainsi que les dispositifs liés à l'extraction ; les bâtiments des machines et leurs installations techniques, à savoir les machines (les deux machines à tambour bicylindroconique, le groupe moteur, les quatre compresseurs, les deux ventilateurs) et tous les dispositifs liés au fonctionnement de ces machines ainsi que les équipements électriques connexes (le réfrigérant, les réservoirs d'air comprimé, l'ancien bâtiment du treuil de secours), ainsi que le sol et le sous-sol s'inscrivant dans un quadrilatère encadrant les bâtiments ci-dessus désignés sont classés aux monuments historiques. D'autres installations ont été inscrites le 6 mai 1992[Z 11].

### 1996
- 15 novembre : les façades et les toitures de l'ensemble des bâtiments formant la maison syndicale des mineurs à Lens sont inscrits aux monuments historiques[Z 14].

### 1997
- 12 mai : la cage de l'escalier d'honneur de l'hôtel de ville de Carvin avec ses vitraux est inscrite aux monuments historiques, cet arrêté est annulé par celui du 9 octobre 2009 qui étend la zone inscrite[Z 15].

### 1999
- 12 février : des arrêtés acceptent la renonciation par Charbonnages de France aux concessions d'Ablain-Saint-Nazaire et de Beugin[1]
- 9 mars : le chevalement du puits Nord de la fosse du Sarteau des mines d'Anzin à Fresnes-sur-Escaut, y compris les aménagements militaires datant de la Seconde Guerre mondiale, sont classés aux monuments historiques. Cet arrête annule celui du 8 octobre 1984 qui inscrivait ces mêmes installations[Z 4].

#### Articles
- Gérard (dir. et rédacteur en chef) et al., « L'adieu Solennel aux victimes des catastrophes : D'émouvantes cérémonies (Relais, janvier 1975) », Relais, Douai, Service communication des HBNPC, no spécial « Le bassin minier du Nord-Pas-de-Calais de 46 à 90 à travers les journaux de l'entreprise »,‎ mai 1991, p. 44-45 (ISSN 0753-3454)